# Massignieu-de-Rives
Massignieu-de-Rives – miejscowość i gmina we Francji, w regionie Owernia-Rodan-Alpy, w departamencie Ain.

## Demografia
Według danych na styczeń 2012 roku gminę zamieszkiwało 640 osób, a gęstość zaludnienia wynosiła 67,2 osób/km².